# COVID-19-Pandemie in Tansania
Der Artikel COVID-19-Pandemie in Tansania beschreibt das regionale Teilgeschehen der Infektionskrankheit COVID-19 in Tansania.

## Verlauf
Nach unterschiedlichen Angaben gab es am 15. oder 16. März 2020 den ersten bestätigten COVID-19-Fall in Tansania, eine aus Belgien eingereiste Person. Dieser tauchte am 17. März 2020 zum ersten Mal im Situationsbericht der WHO auf.
Premierminister Kassim Majaliwa untersagte den Flugverkehr mit dem Ausland, ließ die Bildungseinrichtungen schließen und erließ ein 30-tägiges Verbot öffentlicher Versammlungen. Auch Präsident John Magufuli appellierte an die Tansanier, die Krankheit einzudämmen, riet aber auch, sakrale Stätten zu besuchen, um Heilung zu erreichen. Auch der öffentliche Nahverkehr ist von den Einschränkungen nicht betroffen. Aus dem Ausland zurückkehrende Tansanier sowie ausländische Besucher müssen sich nach der Einreise für 14 Tage in Quarantäne begeben.

### COVID-19-Leugnung unter Präsident John Magufuli
Nach WHO-Angaben gab es am 6. April 2020 22 bestätigte Infektionen. Davon war eine Person verstorben. Laut der Website Worldometers gab es zwei genesene Patienten. Am 29. April wurde das einzige Testlabor des Landes geschlossen und die leitende Virologin des Landes entlassen.
Am 7. Mai 2020 gab es 509 bestätigte Infektionsfälle, davon 21 Tote und 183 Genesene. Erst am 23. Juli 2021, also mehr als 14 Monate später, wurden der WHO weitere 100 Infektionsfälle auf dann insgesamt 609 Fälle gemeldet. Und erst am 10. August 2021, also rund 15 Monate nach der letzten Meldung von Todesfällen, wurden weitere 29 auf dann insgesamt 50 Todesfälle gemeldet.
Am 8. Juni 2020 erklärte Präsident Magufuli das Land für frei von COVID-19. Nach seinen Angaben sei dies Gott zu verdanken. In weiteren Bemerkungen äußerte der Präsident Zweifel am Nutzen von Atemschutzmasken und machte sich zum Teil über die Bemühungen von Nachbarländern zur Eindämmung des Virus lustig. Er warnte auch vor COVID-19-Impfungen und empfahl stattdessen Dampf-Inhalationen und die Anwendung heimischer Arzneikräuter. Mit dieser Haltung geriet er zum Teil in Konflikt mit offiziellen Stellen der Weltgesundheitsorganisation WHO. Am 1. Februar 2021 erklärte die tansanische Gesundheitsministerin, dass die Regierung nicht die Absicht habe, COVID-19-Impfungen in Tansania durchzuführen. Aufgrund des repressiven politischen Klimas waren nur wenige kritische Stimmen aus dem Land selbst zu hören. Meldungen von COVID-19-Fällen beispielsweise aus Schulen wurden zum Teil auf Druck von Regierungsvertretern als „Falschmeldungen“ wenig später wieder zurückgezogen. Im Land fanden danach nur wenige Testungen statt und das Thema wurde von offiziellen Stellen totgeschwiegen.
Die katholische Kirche Tansanias und protestantische Kirchen äußerten sich auch angesichts vermehrter Todesfälle kritisch und riefen öffentlich zur Beachtung von Hygieneregeln auf, da „Corona noch nicht erledigt“ sei. Vertreter des Gesundheitsministeriums bestritten weiterhin, dass es COVID-19-Fälle gäbe. Am 5. Februar 2021 empfahlen Vertreter des Gesundheitsministeriums das Tragen von Atemschutzmasken, um sich vor „Atemwegserkrankungen, einschließlich Tuberkulose“ zu schützen.
Wenig später, nachdem der Vizepräsident Sansibars Seif Sharif Hamad und der Generalsekretär der Regierung John Kijazi verstorben waren, erfolgte auch eine Stellungnahme der tansanischen Juristenvereinigung, die die Regierung auf die Verpflichtung zur Information der Bürger hinwies und betonte, dass eine Verleugnung nicht weiterhelfe.
Am 17. März 2021 erlag Präsident John Magufuli einer Krankheit. Offiziell wurde als Todesursache eine Herzerkrankung angegeben, es kursierten aber weitverbreitete Gerüchte, dass der Präsident in Wahrheit selbst an COVID-19 verstorben sei. Tansanias Premierminister Majaliwa wies Spekulationen über eine Covid-19-Erkrankung zurück.

### COVID-19-Politik unter Präsidentin Samia Suluhu Hassan
Nach dem Tod von Präsident Magufuli übernahm die bisherige Vizepräsidentin Samia Suluhu Hassan am 19. März 2021 das Präsidentenamt. Unter ihr vollzog Tansania eine vorsichtige Wende in der COVID-19-Politik. Die Präsidentin gab zu, dass das Virus in Tansania zirkulierte und rief die Bevölkerung zu Präventionsmaßnahmen (Händewaschen, Masken, soziale Distanzierung) auf. Allerdings unterstützte sie auch die von ihrem Amtsvorgänger stark propagierten und nicht durch wissenschaftliche Evidenz untermauerten Dampf-Inhalationen und die Anwendung heimischer Arzneikräuter. Tansania bewarb sich offiziell um Aufnahme in das COVAX-Programm und die Regierung kündigte an, künftig Coronavirus-Fallzahlen zu veröffentlichen, was allerdings bis zum Juli 2021 nicht geschah. Am 27. Juli 2021 ließ sich die Präsidentin öffentlich und medienwirksam gegen das Coronavirus impfen. Bis dahin hatte das 58-Millionen-Einwohner-Land Tansania im Rahmen des COVAX-Programms eine Million Impfdosen des Johnson & Johnson-Impfstoffs Ad26.COV2.S über das COVAX-Programm erhalten. Ab Ende Juli 2021 zeigten die von der WHO veröffentlichten Fallzahlen einen sprunghaften starken Anstieg der Infektionen.

## Statistik
Die offiziellen Fallzahlen entwickelten sich während der COVID-19-Pandemie in Tansania wie folgt – seit Mai 2020 gab es allerdings keine zuverlässigen Zahlen mehr:

### Infektionen

Bestätigte Infizierte in Tansania nach Daten der WHO. Oben kumuliert, unten Tageswerte. Am 23. September 2021 wurden der WHO mit 24.307 Neuinfektionen und 664 Todesfälle ungewöhnlich hohe Werte gemeldet, was einen deutlichen Sprung auch in den kumulierten Werten ergab. Möglicherweise handelt es sich um Korrekturwerte, weil bis dato niedrige Zahlen gemeldet wurden.

### Todesfälle

Bestätigte Todesfälle in Tansania nach Daten der WHO. Oben kumuliert, unten Tageswerte. Am 23. September 2021 wurden der WHO mit 24.307 Neuinfektionen und 664 Todesfälle ungewöhnlich hohe Werte gemeldet, was einen deutlichen Sprung auch in den kumulierten Werten ergab. Möglicherweise handelt es sich um Korrekturwerte, weil bis dato niedrige Zahlen gemeldet wurden.